# انجمن حریت نسوان
انجمن حریت نسوان یا انجمن آزادی زنان در سال ۱۲۸۶ با بحث‌ها و برنامه‌ریزی تعدادی از روشنفکران زن و مرد دوران جنبش مشروطه تشکیل شد و جلسه‌های آن دربارهٔ موقعیت فرودست زنان در ایران بود.

## پیشینه
در دوره انقلاب مشروطه انجمن‌های سری و نیمه‌سری زیادی در ایران به وجود آمدند. در این دوران انجمن‌های زنان نیز به‌طور مخفیانه شکل گرفتند که در جنبش مشروطه شرکت می‌کردند.
بعداً، در سالهای پس از تشکیل مجلس و جنگ جهانی دوم سازمان‌هایی تأسیس شدند که به حقوق زنان می‌پرداختند.

## اهداف و فعالیت‌ها
مؤسسان انجمن حریت نسوان قصد داشتند زنان را با آداب معاشرت و حضور در جامعه آشنا کنند و اعتماد به نفس آنان را برای سخن گفتن در برابر جمع، به ویژه وقتی مردان حضور دارند بالا ببرند. در این انجمن هم زنان و هم مردان عضو بودند و در جلسه‌ها شرکت می‌کردند، اما برای ایجاد اعتماد به نفس در زنان، فقط اعضای زن اجازه داشتند در جلسات سخنرانی کنند. جلسه‌ها مخفیانه برگزار می‌شد و هیچ زن یا مردی اجازه نداشت به تنهایی به جلسات بیاید و باید با یکی از خویشاوندان یا آشنایان خود شرکت می‌کرد.
از اعضای سرشناس انجمن آزادی زنان می‌توان به میرزا باجی خانم، خانم نواب سمیعی، صدیقه دولت‌آبادی، منیره خانم، گلین خانم موافق، افتخارالسلطنه و تاج‌السلطنه (دختران ناصرالدین شاه)، افسرالسلطنه، شمس‌الملوک جواهرکلام، خانم حکیم، میسیز جردن، خانم دکتر ایوب، افندیه خانم، و فخرالملوک (دختر شیخ‌الرئیس قاجار) اشاره کرد.
جلسه‌های انجمن حریت نسوان مخفیانه و خارج از تهران در فیشرآباد، باغ گل فروشی پرتیوا برگزار می‌شد. اما روزی مردی که به دلیل همراه نداشتن آشنای زن، اجازه ورود به جلسه را نیافته بود، خبر برگزاری جلسات را نزد آخوندهای متعصب بازار عباس‌آباد برد و آنان افراد زیادی را جمع کردند و به محل برگزاری جلسه شتافتند. مأموران نظمیه هم هیچ اقدامی انجام ندادند. پیش از رسیدن این جماعت به دروازه دولت، یکی از شاگردان ارمنی مغازه عکاسی آنتوان خان عکاس متوجه آنان شد و با دوچرخه خودش را به اعضای انجمن رساند و آنان را در جریان قرار داد. در نتیجه اعضای حاضر در جلسه متواری شدند و انجمن حریت نسوان ناچار به انحلال شد.